# ツ
ツ is een teken uit het Japanse katakana-schrift. Dit lettergreepteken wordt als tsu uitgesproken. Het wordt in de westerse maatschappij soms als emoticon gebruikt. In het hiragana-schrift wordt tsu geschreven als つ. Het kan ook water of haven betekenen. In de vorm van Tsu.

## Schrijfwijze
| Stroke order in writing ツ | Stroke order in writing つ |